# Sợi quang học

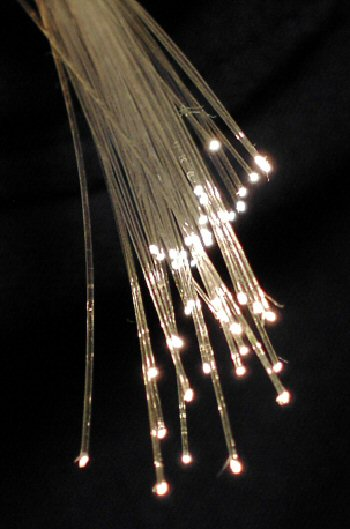
Một bó sợi quang học

Sợi quang học là một loại sợi trong suốt, linh hoạt được làm từ thủy tinh (silica) hoặc chất dẻo thấm chất lượng cao, hơi dày hơn sợi tóc người. Nó có chức năng dẫn sóng hoặc truyền ánh sáng, giữa đầu và cuối sợi này.
Sợi quang là một môi trường truyền thông tin nhanh hơn cáp đồng trục nhiều lần.